# Pantelīs Chatzīdiakos
Panteleīmōn Chatzīdiakos, noto anche con la traslitterazione Pantelis Hatzidiakos (in greco: Παντελής Χατζηδιάκος; Rodi, 18 gennaio 1997), è un calciatore greco con cittadinanza olandese, difensore del Copenaghen e della nazionale greca.

## Biografia
Nato a Rodi da padre greco e madre olandese, possiede sia la cittadinanza ellenica che quella dei Paesi Bassi. Fu la madre in prima persona, quando già militava nella scuola calcio del Panathīnaïkos, a contattare durante gli anni la crisi economica della Grecia diversi club della sua terra d'origine con la speranza di un futuro migliore per il figlio. Fu l'Academy dell'AZ Alkmaar ad accoglierlo battendo la concorrenza del PSV, pertanto si trasferì con tutta la famiglia a tredici anni a Den Helder anche per via della situazione negativa dell'azienda di autonoleggio del padre. I genitori divorziarono due anni dopo l'arrivo nei Paesi Bassi e il padre, pur avendo anche lavorato come autista del settore giovanile dell'AZ, fece ritorno in Grecia. Nella sua carriera nelle giovanili ha quindi potuto militare sia per le selezioni olandesi che quelle greche, scegliendo poi la nazionale maggiore ellenica.

## Caratteristiche tecniche
È un difensore centrale destrorso ma abile anche a giocare sul centro-sinistra in una difesa a quattro. I suoi punti di forza sono la marcatura e la lettura del gioco utile alle chiusure difensive. Grazie ad una buona tecnica di base è abile anche nelle uscite palla al piede e in fase di impostazione.

## Carriera

### Club

#### AZ
Arrivato dalla Grecia nelle giovanili dell'AZ Alkmaar nel 2011, con la quale ha pure vinto un campionato Under-16, arriva in prima squadra nel 2015 e il 10 dicembre dello stesso anno esordisce, in un match di Europa League pareggiato 2-2 contro i baschi dell'Athletic Bilbao. Tre giorni dopo esordisce in Eredivisie in casa dello Zwolle. In quella stagione riuscirà a scendere in campo altre tre volte, più un'altra presenza in Coppa d'Olanda.
La stagione successiva viene inserito negli Jong AZ Alkmaar, la seconda squadra, e con essi vince un titolo di Tweede Divisie, la terza serie olandese. La stagione successiva disputa con essi inizialmente il campionato di serie cadetta, ma viene integrato in prima squadra e diventa subito titolare grazie all'allenatore John van den Brom, segnando anche il primo gol in Eredivisie il 3 dicembre 2017 contro il VVV-Venlo. La squadra termina al terzo posto e si qualifica ai preliminari di Europa League. Da lì diventa una pietra miliare dei Kaasboeren, in un ciclo che piazza stabilmente la squadra sempre a ridosso delle più blasonate Ajax, PSV e Feyenoord, con i picchi del secondo posto nell'Eredivisie 2019-2020 e il cammino fino alle semifinali nella Conference League 2022-2023.
Si congeda con il club il 31 agosto 2023 dopo che, con la fascia di capitano al braccio, conduce l'AZ grazie anche a un suo gol nel match di andata contro il Brann alla fase a gironi di Conference League. Il computo finale segna 213 presenze (246 se si contano anche quelle con la seconda squadra), 6 gol e 9 assist, più 46 presenze totali in campo europeo, diventando proprio nell'ultimo incontro contro il Brand il più presente di sempre del club nelle competizioni UEFA.

#### Cagliari
Il 1º settembre 2023 si trasferisce a titolo definitivo in Sardegna firmando un quadriennale con il Cagliari allenato da Claudio Ranieri nel suo ritorno in Serie A dopo una sola stagione di cadetteria. Per lui è la prima esperienza tra i professionisti fuori dall'Olanda. Il 17 settembre seguente esordisce in serie A, giocando da titolare la partita contro l'Udinese, conclusa sullo 0-0.
Nel corso della stagione ha trovato poco spazio racimolando 15 presenze tra campionato e Coppa Italia.

#### Copenaghen
Il 2 settembre 2024, viene ceduto in prestito al Copenaghen, nella massima serie danese. Il 26 giugno 2025, viene ufficialmente riscattato dal club danese, con cui firma un contratto triennale.

### Nazionale
Grazie alla doppia cittadinanza ha avuto la possibilità di scegliere se rappresentare la Grecia o l'Olanda. Inizialmente opta per quest'ultima, esordendo nel marzo 2013 nella formazione Under-16 degli Orange, così come nel settembre dello stesso anno colleziona una presenza con l'Under-17. Nel marzo 2014 però decide di rappresentare il suo Paese d'origine disputando un incontro per l'analoga selezione ellenica.
Quattro anni più tardi entra nel giro della Grecia U21 guidata dal CT Antōnīs Nikopolidīs, con la quale scende in campo sei volte. Il 12 ottobre 2019 il CT John van 't Schip lo fa esordire in Nazionale maggiore allo Stadio Olimpico di Roma contro l'Italia in un match valido per le Qualificazioni a EURO 2020.

## Statistiche

### Presenze e reti nei club
Statistiche aggiornate al 30 gennaio 2024.
| Stagione        | Squadra         | Campionato      | Campionato | Campionato | Coppe nazionali | Coppe nazionali | Coppe nazionali | Coppe continentali | Coppe continentali | Coppe continentali | Altre coppe | Altre coppe | Altre coppe | Totale | Totale | Totale |
| Stagione        | Squadra         | Comp            | Pres       | Reti       | Comp            | Pres            | Reti            | Comp               | Pres               | Reti               | Comp        | Pres        | Reti        | Pres   | Reti   |        |
| --------------- | --------------- | --------------- | ---------- | ---------- | --------------- | --------------- | --------------- | ------------------ | ------------------ | ------------------ | ----------- | ----------- | ----------- | ------ | ------ | ------ |
| 2015-2016       | AZ Alkmaar      | E               | 4          | 0          | CO              | 1               | 0               | UEL                | 1                  | 0                  | -           | -           | -           | 6      | 0      |        |
| 2016-2017       | AZ Alkmaar      | E               | 2+2        | 0          | CO              | 1               | 0               | UEL                | 0                  | 0                  | -           | -           | -           | 5      | 0      |        |
| 2016-2017       | Jong AZ Alkmaar | TD              | 24         | 0          | -               | -               | -               | -                  | -                  | -                  | -           | -           | -           | 24     | 0      |        |
| 2017-2018       | Jong AZ Alkmaar | ED              | 5          | 0          | -               | -               | -               | -                  | -                  | -                  | -           | -           | -           | 5      | 0      |        |
| 2017-2018       | AZ Alkmaar      | E               | 26         | 1          | CO              | 3               | 1               |                    | -                  | -                  | -           | -           | -           | 29     | 2      |        |
| 2018-2019       | AZ Alkmaar      | E               | 17         | 1          | CO              | 4               | 0               | UEL                | 2                  | 0                  | -           | -           | -           | 23     | 1      |        |
| 2019-2020       | Jong AZ Alkmaar | ED              | 2          | 0          | -               | -               | -               | -                  | -                  | -                  | -           | -           | -           | 2      | 0      |        |
| Totale Jong AZ  | Totale Jong AZ  | Totale Jong AZ  | 31         | 0          |                 | -               | -               |                    | -                  | -                  |             | -           | -           | 31     | 0      |        |
| 2019-2020       | AZ Alkmaar      | E               | 11         | 1          | CO              | 0               | 0               | UEL                | 9                  | 1                  | -           | -           | -           | 20     | 2      |        |
| 2020-2021       | AZ Alkmaar      | E               | 23         | 0          | CO              | 1               | 0               | UCL+UEL            | 0+6                | 0                  | -           | -           | -           | 30     | 0      |        |
| 2021-2022       | AZ Alkmaar      | E               | 28+4       | 0          | CO              | 3               | 0               | UEL+UECL           | 0+7                | 0                  | -           | -           | -           | 42     | 0      |        |
| 2022-2023       | AZ Alkmaar      | E               | 33         | 0          | CO              | 2               | 0               | UECL               | 11+6               | 0                  | -           | -           | -           | 52     | 0      |        |
| 2023-2024       | AZ Alkmaar      | E               | 2          | 0          | CO              | 2               | 0               | UECL               | 0+4                | 0+1                | -           | -           | -           | 6      | 1      |        |
| Totale AZ       | Totale AZ       | Totale AZ       | 152        | 3          |                 | 15              | 1               |                    | 46                 | 2                  |             | -           | -           | 213    | 6      |        |
| 2023-2024       | Cagliari        | A               | 13         | 0          | CI              | 2               | 0               | -                  | -                  | -                  | -           | -           | -           | 15     | 0      |        |
| Totale carriera | Totale carriera | Totale carriera | 196        | 3          |                 | 19              | 1               |                    | 46                 | 2                  |             | -           | -           | 261    | 6      |        |

### Cronologia presenze e reti in nazionale
| Cronologia completa delle presenze e delle reti in nazionale ― Grecia | Cronologia completa delle presenze e delle reti in nazionale ― Grecia | Cronologia completa delle presenze e delle reti in nazionale ― Grecia | Cronologia completa delle presenze e delle reti in nazionale ― Grecia | Cronologia completa delle presenze e delle reti in nazionale ― Grecia | Cronologia completa delle presenze e delle reti in nazionale ― Grecia | Cronologia completa delle presenze e delle reti in nazionale ― Grecia | Cronologia completa delle presenze e delle reti in nazionale ― Grecia |
| Data                                                                  | Città                                                                 | In casa                                                               | Risultato                                                             | Ospiti                                                                | Competizione                                                          | Reti                                                                  | Note                                                                  |
| --------------------------------------------------------------------- | --------------------------------------------------------------------- | --------------------------------------------------------------------- | --------------------------------------------------------------------- | --------------------------------------------------------------------- | --------------------------------------------------------------------- | --------------------------------------------------------------------- | --------------------------------------------------------------------- |
| 12-10-2019                                                            | Roma                                                                  | Italia                                                                | 2 – 0                                                                 | Grecia                                                                | Qual. Euro 2020                                                       | -                                                                     |                                                                       |
| 15-10-2019                                                            | Amarousio                                                             | Grecia                                                                | 2 – 1                                                                 | Bosnia ed Erzegovina                                                  | Qual. Euro 2020                                                       | -                                                                     |                                                                       |
| 15-11-2019                                                            | Erevan                                                                | Armenia                                                               | 0 – 1                                                                 | Grecia                                                                | Qual. Euro 2020                                                       | -                                                                     |                                                                       |
| 18-11-2019                                                            | Amarousio                                                             | Grecia                                                                | 2 – 1                                                                 | Finlandia                                                             | Qual. Euro 2020                                                       | -                                                                     |                                                                       |
| 11-10-2020                                                            | Amarousio                                                             | Grecia                                                                | 2 – 0                                                                 | Moldavia                                                              | UEFA Nations League 2020-2021 - 1º turno                              | -                                                                     | 69’                                                                   |
| 14-10-2020                                                            | Amarousio                                                             | Grecia                                                                | 0 – 0                                                                 | Kosovo                                                                | UEFA Nations League 2020-2021 - 1º turno                              | -                                                                     | 85’                                                                   |
| 15-11-2020                                                            | Chișinău                                                              | Moldavia                                                              | 0 – 2                                                                 | Grecia                                                                | UEFA Nations League 2020-2021 - 1º turno                              | -                                                                     |                                                                       |
| 18-11-2020                                                            | Atene                                                                 | Grecia                                                                | 0 – 0                                                                 | Slovenia                                                              | UEFA Nations League 2020-2021 - 1º turno                              | -                                                                     | 90’                                                                   |
| 1-9-2021                                                              | Basilea                                                               | Svizzera                                                              | 2 – 1                                                                 | Grecia                                                                | Amichevole                                                            | -                                                                     | 65’                                                                   |
| 8-9-2021                                                              | Atene                                                                 | Grecia                                                                | 2 – 1                                                                 | Svezia                                                                | Qual. Mondiali 2022                                                   | -                                                                     |                                                                       |
| 9-10-2021                                                             | Batumi                                                                | Georgia                                                               | 0 – 2                                                                 | Grecia                                                                | Qual. Mondiali 2022                                                   | -                                                                     |                                                                       |
| 12-10-2021                                                            | Solna                                                                 | Svezia                                                                | 2 – 0                                                                 | Grecia                                                                | Qual. Mondiali 2022                                                   | -                                                                     | 76’, 86’                                                              |
| 14-11-2021                                                            | Amarousio                                                             | Grecia                                                                | 1 – 1                                                                 | Kosovo                                                                | Qual. Mondiali 2022                                                   | -                                                                     |                                                                       |
| 25-3-2022                                                             | Bucarest                                                              | Romania                                                               | 0 – 1                                                                 | Grecia                                                                | Amichevole                                                            | -                                                                     |                                                                       |
| 28-3-2022                                                             | Podgorica                                                             | Montenegro                                                            | 1 – 0                                                                 | Grecia                                                                | Amichevole                                                            | -                                                                     |                                                                       |
| 2-6-2022                                                              | Belfast                                                               | Irlanda del Nord                                                      | 0 – 1                                                                 | Grecia                                                                | UEFA Nations League 2022-2023 - 1º turno                              | -                                                                     |                                                                       |
| 5-6-2022                                                              | Pristina                                                              | Kosovo                                                                | 0 – 1                                                                 | Grecia                                                                | UEFA Nations League 2022-2023 - 1º turno                              | -                                                                     |                                                                       |
| 9-6-2022                                                              | Volo                                                                  | Grecia                                                                | 3 – 0                                                                 | Cipro                                                                 | UEFA Nations League 2022-2023 - 1º turno                              | -                                                                     | 24’                                                                   |
| 12-6-2022                                                             | Volo                                                                  | Grecia                                                                | 2 – 0                                                                 | Kosovo                                                                | UEFA Nations League 2022-2023 - 1º turno                              | -                                                                     |                                                                       |
| 24-9-2022                                                             | Larnaca                                                               | Cipro                                                                 | 1 – 0                                                                 | Grecia                                                                | UEFA Nations League 2022-2023 - 1º turno                              | -                                                                     |                                                                       |
| 27-9-2022                                                             | Atene                                                                 | Grecia                                                                | 3 – 1                                                                 | Irlanda del Nord                                                      | UEFA Nations League 2022-2023 - 1º turno                              | -                                                                     |                                                                       |
| 17-11-2022                                                            | Ta' Qali                                                              | Malta                                                                 | 2 – 2                                                                 | Grecia                                                                | Amichevole                                                            | -                                                                     |                                                                       |
| 20-11-2022                                                            | Budapest                                                              | Ungheria                                                              | 2 – 1                                                                 | Grecia                                                                | Amichevole                                                            | -                                                                     |                                                                       |
| 24-3-2023                                                             | Faro                                                                  | Gibilterra                                                            | 0 – 3                                                                 | Grecia                                                                | Qual. Euro 2024                                                       | -                                                                     |                                                                       |
| 27-3-2023                                                             | Atene                                                                 | Grecia                                                                | 0 – 0                                                                 | Lituania                                                              | Amichevole                                                            | -                                                                     |                                                                       |
| 16-6-2023                                                             | Atene                                                                 | Grecia                                                                | 2 – 1                                                                 | Irlanda                                                               | Qual. Euro 2024                                                       | -                                                                     |                                                                       |
| 19-6-2023                                                             | Saint-Denis                                                           | Francia                                                               | 1 – 0                                                                 | Grecia                                                                | Qual. Euro 2024                                                       | -                                                                     | 74’                                                                   |
| 7-9-2023                                                              | Eindhoven                                                             | Paesi Bassi                                                           | 3 – 0                                                                 | Grecia                                                                | Qual. Euro 2024                                                       | -                                                                     |                                                                       |
| 10-9-2023                                                             | Atene                                                                 | Grecia                                                                | 5 – 0                                                                 | Gibilterra                                                            | Qual. Euro 2024                                                       | -                                                                     |                                                                       |
| 17-11-2023                                                            | Atene                                                                 | Grecia                                                                | 2 – 0                                                                 | Nuova Zelanda                                                         | Amichevole                                                            | -                                                                     |                                                                       |
| 21-11-2023                                                            | Atene                                                                 | Grecia                                                                | 2 – 2                                                                 | Francia                                                               | Qual. Euro 2024                                                       | -                                                                     |                                                                       |
| 21-3-2024                                                             | Atene                                                                 | Grecia                                                                | 5 – 0                                                                 | Kazakistan                                                            | Qual. Euro 2024                                                       | -                                                                     | 30’ 46’                                                               |
| 26-3-2024                                                             | Tbilisi                                                               | Georgia                                                               | 0 – 0 dts (4 – 2 dtr)                                                 | Grecia                                                                | Qual. Euro 2024                                                       | -                                                                     | 35’ 106’                                                              |
| 7-6-2024                                                              | Mönchengladbach                                                       | Germania                                                              | 2 – 1                                                                 | Grecia                                                                | Amichevole                                                            | -                                                                     |                                                                       |
| 13-10-2024                                                            | Atene                                                                 | Grecia                                                                | 2 – 0                                                                 | Irlanda                                                               | UEFA Nations League 2024-2025 - 1º turno                              | -                                                                     |                                                                       |
| 10-6-2025                                                             | Heraklion                                                             | Grecia                                                                | 4 – 0                                                                 | Bulgaria                                                              | Amichevole                                                            | -                                                                     |                                                                       |
| Totale                                                                |                                                                       | Presenze                                                              | 36                                                                    |                                                                       | Reti                                                                  | 0                                                                     |                                                                       |

## Palmares
- Tweede Divisie: 1

Jong AZ: 2016-2017
- Campionato danese: 1

Copenhagen: 2024-2025
- Coppa di Danimarca: 1

Copenhagen: 2024-2025